# Zofia Stryjeńska
Zofia Stryjeńska (nascuda Lubańska, Cracòvia, 13 de maig del 1891 - Ginebra, 28 de febrer del 1976) va ser una pintora art déco, grafista i escriptora polonesa.

## Biografia
Pintava des de la seva infància i de jove col·laborà amb els periòdics "*Rola" i "Głos Ludu". El 1909 estudià a l'escola femenina d'art "Maria Niedzielska", i disfressada de noi i amb el nom del seu germà, Tadeusz Grzymała Lubański, estudià a l'Acadèmia de Belles arts de Múnic, ja que llavors no podien estudiar-hi dones.
El 1916, es casà en secret amb l'arquitecte Karol Stryjeński i van tenir tres fills: Magda i els bessons Jacek i Jan, i després del seu divorci es va casar el 1929 amb l'actor Artur Socha. El 1936, fou guardonada amb el Llorer d'Or de l'Acadèmia Polonesa de Literatura.
Més tard, viuria en l'extrema pobresa havent de malvendre les seves obres. I després de la Segona Guerra Mundial, es va mudar a Suïssa.